# Mistrzostwa Europy w Lekkoatletyce 2016 – sztafeta 4 × 400 m mężczyzn
Sztafeta 4 × 400 metrów mężczyzn – jedna z konkurencji biegowych rozgrywanych podczas lekkoatletycznych mistrzostw Europy na Stadionie Olimpijskim w Amsterdamie.
Tytułu mistrzowskiego z poprzednich mistrzostw broniła reprezentacja Wielkiej Brytanii.

## Terminarz
| Data     | Godzina |            |
| -------- | ------- | ---------- |
| 9 lipca  | 19:15   | Eliminacje |
| 10 lipca | 18:50   | Finał      |

## Rekordy
Tabela prezentuje rekord świata, rekord Europy oraz najlepsze osiągnięcie na Starym Kontynencie.
|                          | Zawodnik                                                                    | Wynik   | Miejsce   | Data                  |
| ------------------------ | --------------------------------------------------------------------------- | ------- | --------- | --------------------- |
| Rekord świata            | Stany Zjednoczone Andrew Valmon Quincy Watts Butch Reynolds Michael Johnson | 2:54,29 | Stuttgart | 22 sierpnia 1993(dts) |
| Rekord mistrzostw Europy | Wielka Brytania Paul Sanders Kriss Akabusi John Regis Roger Black           | 2:58,22 | Split     | 1 września 1990(dts)  |
| Rekord Europy            | Wielka Brytania Iwan Thomas Jamie Baulch Mark Richardson Roger Black        | 2:56,60 | Atlanta   | 3 sierpnia 1996(dts)  |

## Rezultaty

### Eliminacje
Opracowano na podstawie materiału źródłowego.
| Poz. | Bieg | Reprezentacja   | Zawodnicy                                                                  | Czas    | Uwagi |
| ---- | ---- | --------------- | -------------------------------------------------------------------------- | ------- | ----- |
| 1    | 1    | Wielka Brytania | Rabah Yousif, Delano Williams, Nigel Levine, Jarryd Dunn                   | 3:01.63 | Q, EL |
| 2    | 1    | Polska          | Michał Pietrzak, Kacper Kozłowski, Jakub Krzewina, Łukasz Krawczuk         | 3:02.09 | Q,    |
| 3    | 1    | Czechy          | Jan Tesař, Pavel Maslák, Michal Desenský, Patrik Šorm                      | 3:02.66 | Q,    |
| 4    | 2    | Belgia          | Dylan Borlée, Robin Vanderbemden, Jonathan Borlée, Julien Watrin           | 3:03.15 | Q,    |
| 5    | 2    | Ukraina         | Danylo Danylenko, Jewhen Hutsol, Wołodymir Burakow, Witalij Butrym         | 3:03.93 | Q     |
| 6    | 2    | Niemcy          | Constantin Schmidt, Patrick Schneider, Kamghe Gaba, Johannes Trefz         | 3:03.97 | Q,    |
| 7    | 2    | Holandia        | Liemarvin Bonevacia, Terrence Agard, Bjorn Blauwhof, Maarten Stuivenberg   | 3:04.04 | q     |
| 8    | 1    | Irlandia        | Brian Gregan, Craig Lynch, David Gillick, Thomas Barr                      | 3:04.42 | q     |
| 9    | 1    | Turcja          | Halit Kılıç, Yasmani Copello, Batuhan Altıntaş, Yavuz Can                  | 3:04.65 |       |
| 10   | 2    | Hiszpania       | Samuel García, Lucas Búa, Sergio Fernández, Lluis Vallejo                  | 3:04.77 |       |
| 11   | 2    | Szwecja         | Axel Bergrahm, Erik Martinsson, Felix Francois, Adam Danielsson            | 3:04.95 | SB    |
| 12   | 2    | Francja         | Mamadou Kassé Hanne, Ludvy Vaillant, Alexandre Divet, Thomas Jordier       | 3:04.95 |       |
| 13   | 1    | Włochy          | Lorenzo Valentini, Michele Tricca, Mario Lambrughi, Matteo Galvan          | 3:06.07 | SB    |
| 14   | 1    | Szwajcaria      | Luca Flück, Joel Burgunder, Daniele Angelella, Silvan Lutz                 | 3:06.52 | SB    |
| 15   | 2    | Estonia         | Jaak-Heinrich Jagor, Marek Niit, Rivar Tipp, Rauno Kunnapuu                | 3:10.63 | SB    |
| 16   | 1    | Norwegia        | Karsten Warholm, Mauritz Kashagen, Josh-Kevin Ramirez Talm, Torbjørn Lysne | 3:10.76 | SB    |

### Finał
Opracowano na podstawie materiału źródłowego.
| Poz. | Tor | Reprezentacja   | Zawodniczy                                                               | Czas    | Uwagi |
| ---- | --- | --------------- | ------------------------------------------------------------------------ | ------- | ----- |
| 01 ! | 5   | Belgia          | Julien Watrin, Jonathan Borlée, Dylan Borlée, Kévin Borlée               | 3:01.10 | EL    |
| 02 ! | 4   | Polska          | Łukasz Krawczuk, Kacper Kozłowski, Jakub Krzewina, Rafał Omelko          | 3:01.18 | SB    |
| 03 ! | 3   | Wielka Brytania | Rabah Yousif, Delano Williams, Jack Green, Matthew Hudson-Smith          | 3:01.44 | SB    |
| 4    | 8   | Czechy          | Jan Tesař, Pavel Maslák, Michal Desenský, Patrik Šorm                    | 3:03.86 |       |
| 5    | 2   | Irlandia        | Brian Gregan, Craig Lynch, David Gillick, Thomas Barr                    | 3:04.32 | SB    |
| 6    | 6   | Ukraina         | Danylo Danylenko, Jewhen Hutsol, Wołodymir Burakow, Witalij Butrym       | 3:04.45 |       |
| 7    | 1   | Holandia        | Liemarvin Bonevacia, Terrence Agard, Bjorn Blauwhof, Maarten Stuivenberg | 3:04.52 |       |
| 8    | 7   | Niemcy          | Johannes Trefz, Patrick Schneider, Kamghe Gaba, Constantin Schmidt       | 3:05.67 |       |